# 南翼龍屬

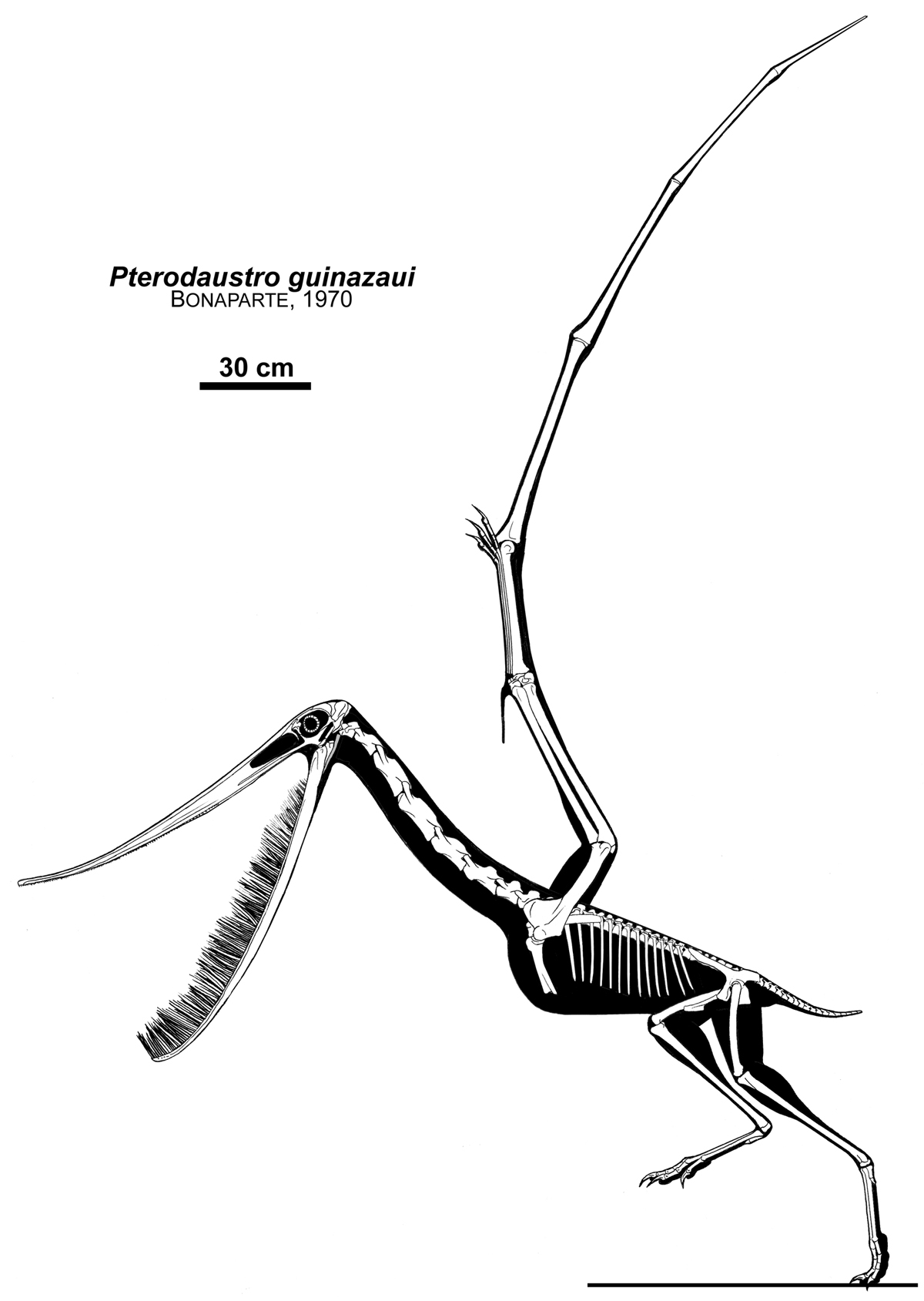
骨骼重建圖

南翼龍屬（意為「來自南方的翅膀」）又名南方翼龍或南翅翼龍，是種生存於南美洲的白堊紀翼龍類，生存於1億500萬年前。南翼龍翼展長達132公分，擁有大約1000顆長而狹窄的鬃毛形狀牙齒，被推測以過濾方式捕食獵物，類似現代紅鶴。牠嘴部裡的鬃毛狀結構可能用來過濾水中的甲殼動物、浮游生物、藻類、以及其他小型水中動物。牠可能在淺水中涉水而行過濾食物，類似紅鶴，或飛行時可能掠過水面，用喙狀嘴撈起食物。南翼龍一旦抓到食物，牠可能用牠上頜的小型球狀牙齒將食物搗碎。

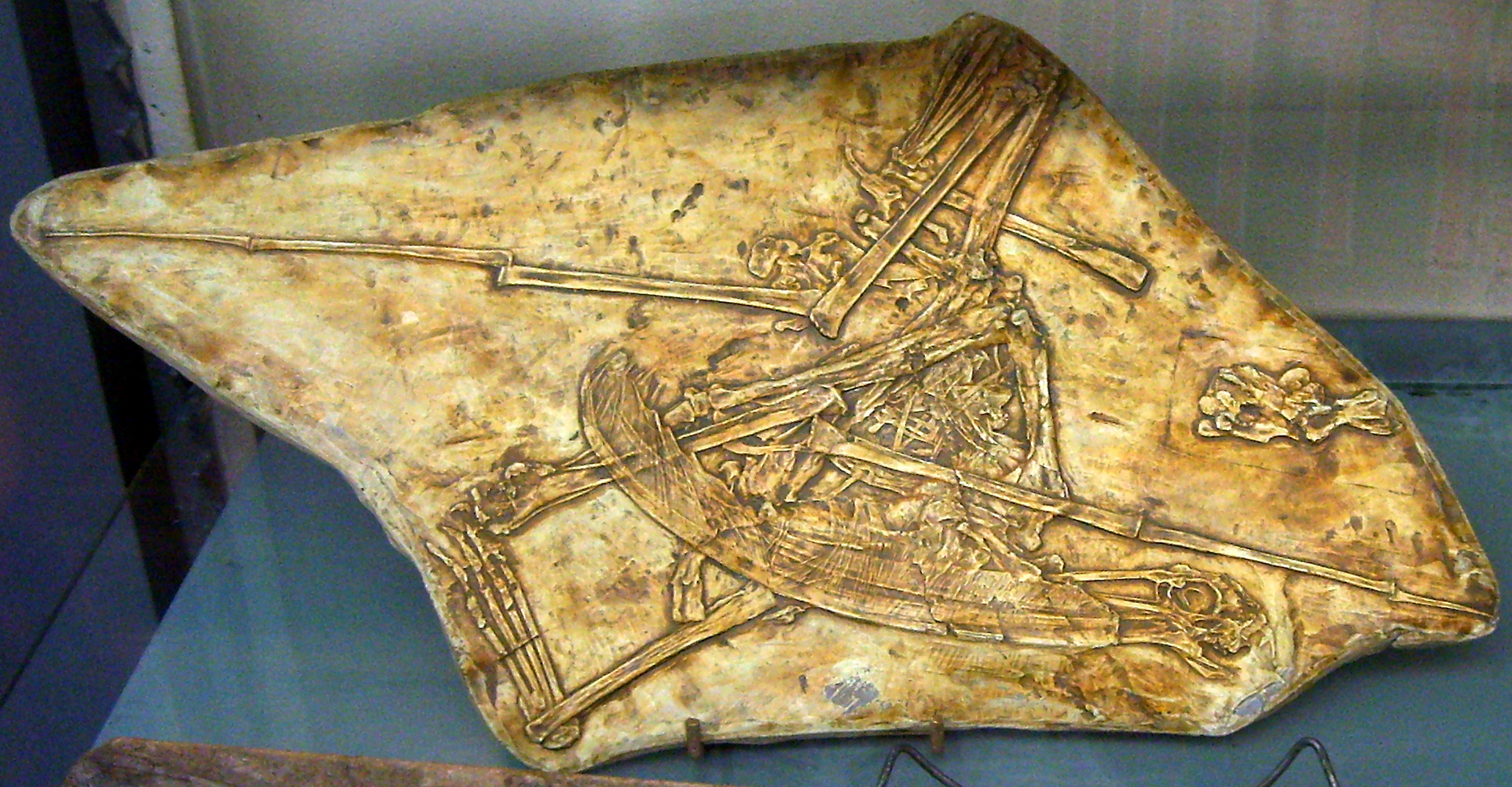
南翼龍的化石，位於巴黎自然歷史博物館

南翼龍的化石發現於阿根廷巴塔哥尼亞聖路易斯省的拉加爾西托組（Lagarcito Formation）地層和智利的聖安娜組（Santa Ana Formation）地層，年代都屬於早白堊世的阿爾布階。南翼龍的屬名是拉丁文 pteron de austro（南方之翼）的混成詞，意指其發現地位於南半球，是由阿根廷古生物學家約瑟·波拿巴於1969年首次提出的，但直到隔年被正式發表之前都屬於無效的裸名。模式種是吉氏南翼龍（P. guinazui），種名來自20世紀的阿根廷地質學家羅曼·吉尼亞祖（Román Guiñazú）。